# Olcsva
Olcsva ist eine ungarische Gemeinde im Kreis Vásárosnamény im Komitat Szabolcs-Szatmár-Bereg.

## Geografische Lage
Olcsva liegt gut vier Kilometer südlich der Kreisstadt Vásárosnamény am Fluss Kraszna. Im östlichen Teil des Ortes befindet sich ein toter Arm des Flusses. Nachbargemeinden sind Olcsvaapáti, jenseits des Flusses Szamos östlich gelegen, und Vitka, ein Stadtteil von Vásárosnamény.

## Sehenswürdigkeiten
- Reformierte Kirche, erbaut 1929 im neugotischen Stil

## Verkehr
Durch Olcsva verläuft die Landstraße Nr. 4119. Es bestehen Busverbindungen nach Vásárosnamény. Der nächstgelegene Bahnhof befindet sich nordwestlich in Vitka. Außerdem besteht tagsüber eine Fährverbindung über den Fluss Szamos nach Olcsvaapáti.

## Persönlichkeiten
- Franz Károlyi (1705–1758), ungarischer General der Kavallerie